# Whitefield (hrabstwo Coös)
Whitefield – jednostka osadnicza w Stanach Zjednoczonych, w stanie New Hampshire, w hrabstwie Coös.